# Пирсол (Тексас)
Пирсол (енгл. Pearsall) град је у америчкој савезној држави Тексас. По попису становништва из 2010. у њему је живело 9.146 становника.

## Демографија
Према попису становништва из 2010. у граду је живело 9.146 становника, што је 1.989 (27,8%) становника више него 2000. године.
| Група             | 2000.         | 2010.         |
| Белци             | 1.060 (14,8%) | 919 (10,0%)   |
| Афроамериканци    | 28 (0,4%)     | 120 (1,3%)    |
| Азијати           | 20 (0,3%)     | 305 (3,3%)    |
| Хиспаноамериканци | 6.029 (84,2%) | 7.784 (85,1%) |
| Укупно            | 7.157         | 9.146         |